# Ecuador vid världsmästerskapen i friidrott 2009
Ecuador deltog i Världsmästerskapen i friidrott 2009 i Berlin med en trupp som bestod av 10 aktiva friidrottare. Flera av deltagarna från Ecuador ställde dock upp i flera grenar. Som vanligt ställdes de största förhoppningarna på gångarna, där Jefferson Pérez tidigare tagit flera medaljer.

## Deltagare från Ecuador

### Damer
| Gren       | Deltagare      | Resultat | Placering |
| 20 km gång | Johana Ordóñez | 1:42.57  | 33        |
| Maraton    | Sandra Ruales  | 2:50.36  | 57        |

### Herrar
| Gren         | Deltagare           | Resultat   | Placering           |
| 100 meter    | Franklin Nazareno   | 10,71      | Utslagen i försöken |
| 200 meter    | Franklin Nazareno   | 21,84      | Utslagen i försöken |
| 800 meter    | Byron Piedra        | DNS        |                     |
| 1500 meter   | Byron Piedra        | 3.49,60    | Utslagen i försöken |
| 5000 meter   | Byron Piedra        | DNF        |                     |
| 20 km gång   | Mauricio Arteaga    | 1:32.25    | 44                  |
| 20 km gång   | Andrés Chocho       | 1:29.14    | 39                  |
| 20 km gång   | Rolando Saquipay    | 1:23.51    | 23                  |
| 50 km gång   | Magno Mesías Zapata | 4:15.28    | 30                  |
| Maraton      | Franklin Tenorio    | DNF        |                     |
| Längdhopp    | Hugo Chila          | 7,54       | Utslagen i kvalet   |
| Trestegshopp | Hugo Chila          | 16,70 (NR) | Utslagen i kvalet   |